# Joseph Minish

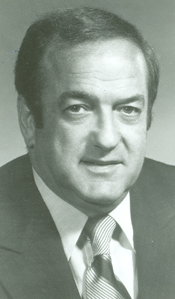
Joseph Minish

Joseph George Minish (* 1. September 1916 in Throop, Lackawanna County, Pennsylvania; † 24. November 2007 in Livingston, New Jersey) war ein US-amerikanischer Politiker. Zwischen 1963 und 1985 vertrat er den Bundesstaat New Jersey im US-Repräsentantenhaus.

## Werdegang
Joseph Minish besuchte die öffentlichen Schulen seiner Heimat und danach bis 1935 die Dunmore High School. In den Jahren 1945 und 1946 diente er in der United States Army. Von 1954 bis 1960 war er Sekretär der Gewerkschaft CIO im Essex County und im westlichen Hudson County. Zwischen 1960 und 1962 fungierte er als einer der Direktoren der AFL-CIO.
Politisch war Minish Mitglied der Demokratischen Partei. Bei den Kongresswahlen des Jahres 1962 wurde er im elften Wahlbezirk von New Jersey in das US-Repräsentantenhaus in Washington, D.C. gewählt, wo er am 3. Januar 1963 die Nachfolge von Hugh Joseph Addonizio antrat. Nach zehn Wiederwahlen konnte er bis zum 3. Januar 1985 elf Legislaturperioden im Kongress absolvieren. Diese waren von den Ereignissen des Vietnamkrieges, der Bürgerrechtsbewegung und der Watergate-Affäre geprägt.
Im Jahr 1984 wurde Joseph Minish nicht wiedergewählt. Nach dem Ende seiner Zeit im US-Repräsentantenhaus zog er sich aus der Politik zurück. Er starb am 24. November 2007 in Livingston, wo er auch beigesetzt wurde.